# Gator och torg i Gamla stan

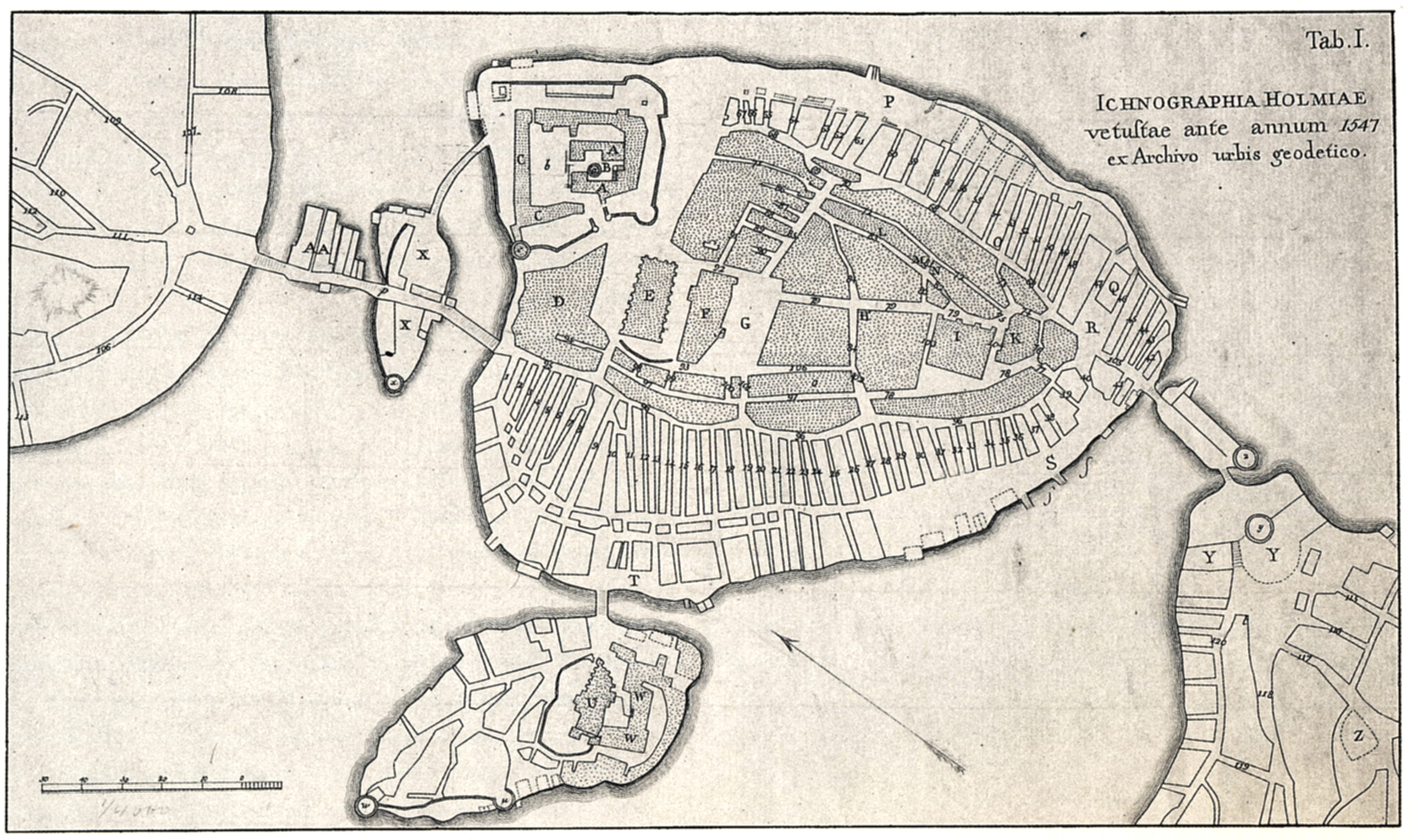
Karta över Stockholm på 1500-talet (norr är till vänster).

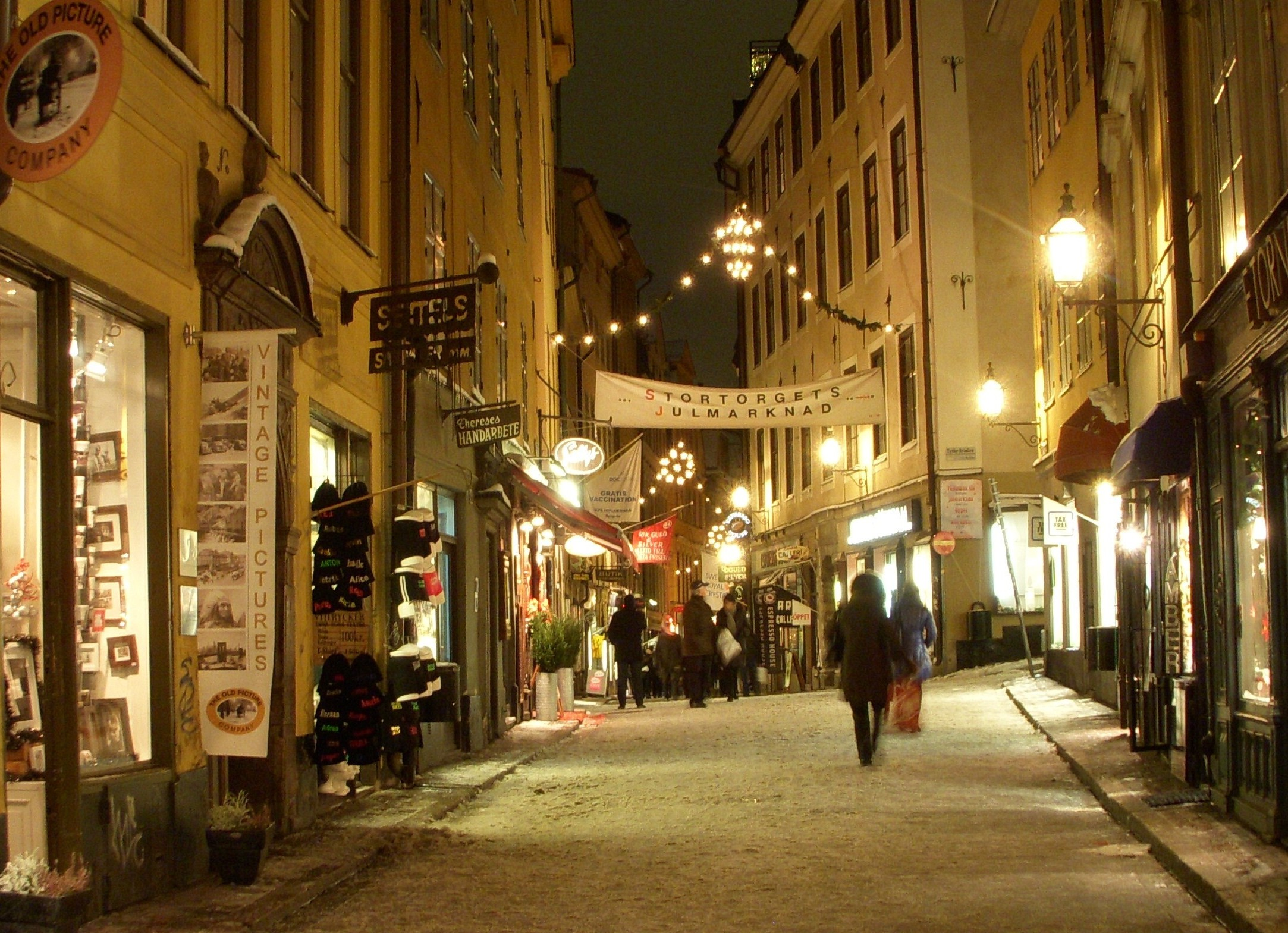
Västerlånggatan lär vara vackrast på vintern

Gator och torg i Gamla stan präglas av att detta var Stadsholmen, där Stockholm grundades och också av att stadsholmen länge utgjorde den enda landförbindelse mellan landen norr om Mälaren, Uppland, och söder därom, Södermanland.
Bebyggelsen i Gamla stan började med slottet och uppe på åsen innanför de på 1200-talet resta försvarsmurararna, vilka gick utmed dagens Västerlånggatan och Österlånggatan. Området utanför murarna började bebyggas redan från 1300-talet och detta område ut mot stränderna var i princip färdigbyggt i början av 1600-talet.
Efter den stora branden 1625 skedde en ombyggnad av det västra och sydvästra området och Lilla och Stora Nygatan drogs fram. Strax efter revs också de sista resterna av de gamla stadsmurarna. En ny stor gata utmed Saltsjön anlades också – Skeppsbron.
Efter 1600-talet har bara marginella förändringar skett av gator och torg i Gamla stan.
De äldsta kända bevarade gatunamnen i Stockholm och Gamla stan är Köpmangatan omnämnd första gången 1323 och Skomakargatan några år senare. Från 1400-talet finns namn som Stortorget, Kornhamn, Slottsbacken och Järntorget, liksom många namn som påminner om olika kyrkliga företeelser till exempel Stora Gråmunkegränd, Svartmangatan och Själagårdsgatan. Även Kindstugatan och Kåkbrinken är belagda från 1400-talet.
Västerlånggatan och Österlånggatan har också medeltida anor. Få namn har kommit till på 1800-talet; till dem hör Slussplan och Telegrafgränd och på 1900-talet namnsattes främst kajer och broar till exempel Riddarhuskajen, Kanslikajen och Stallbron.

## Huvudgator och de stora torgen

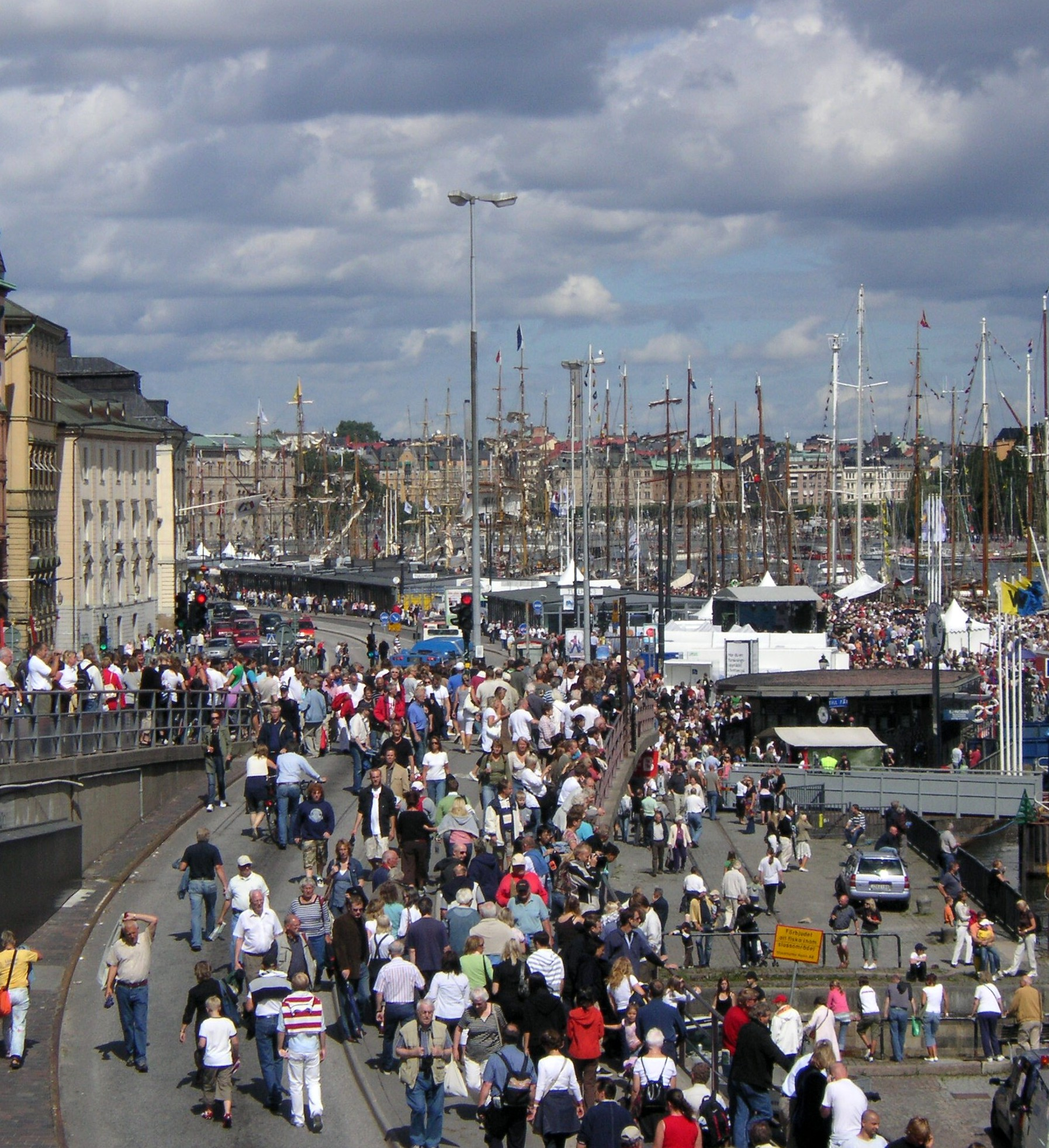
Skeppsbron

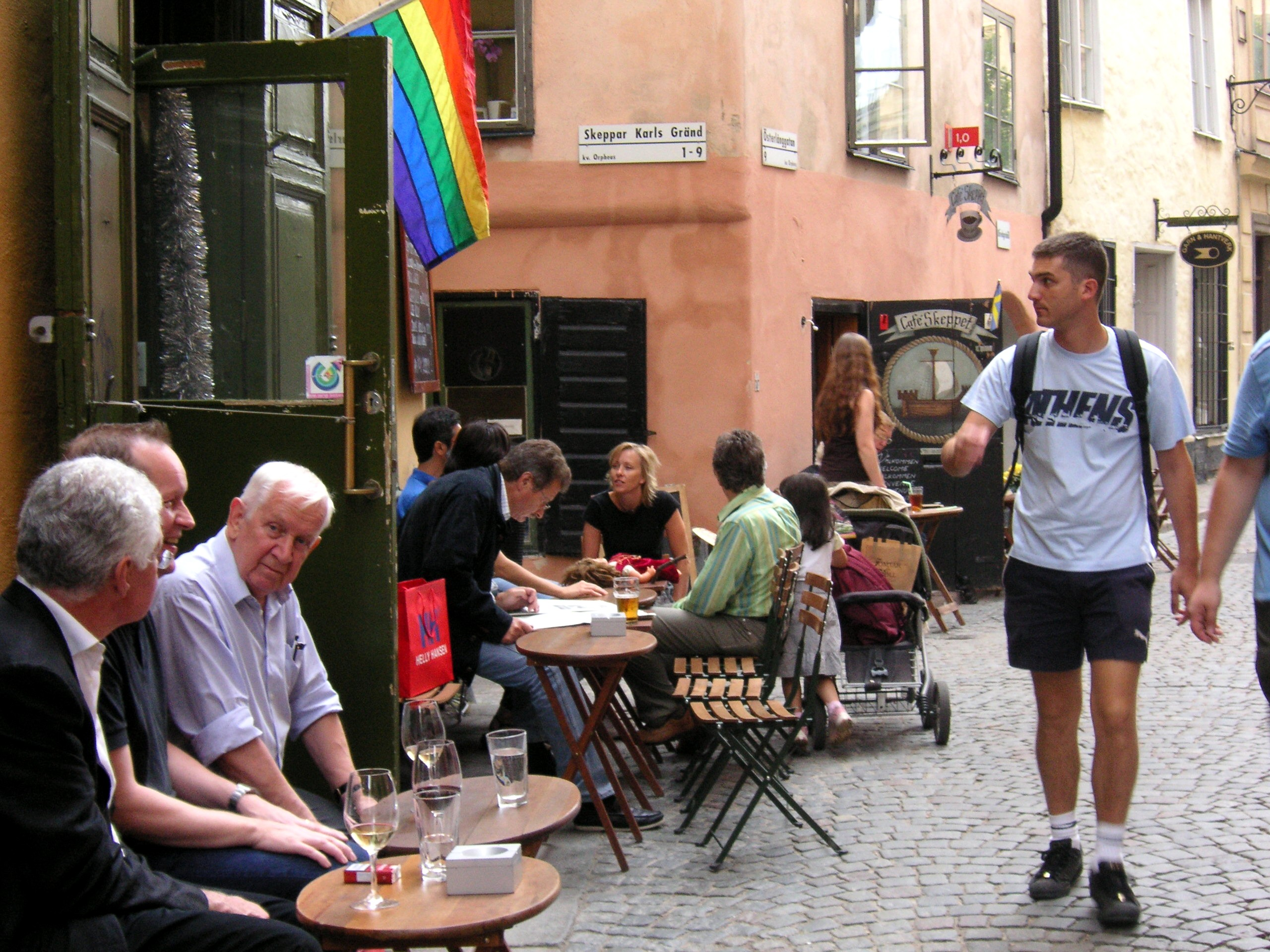
Österlånggatan

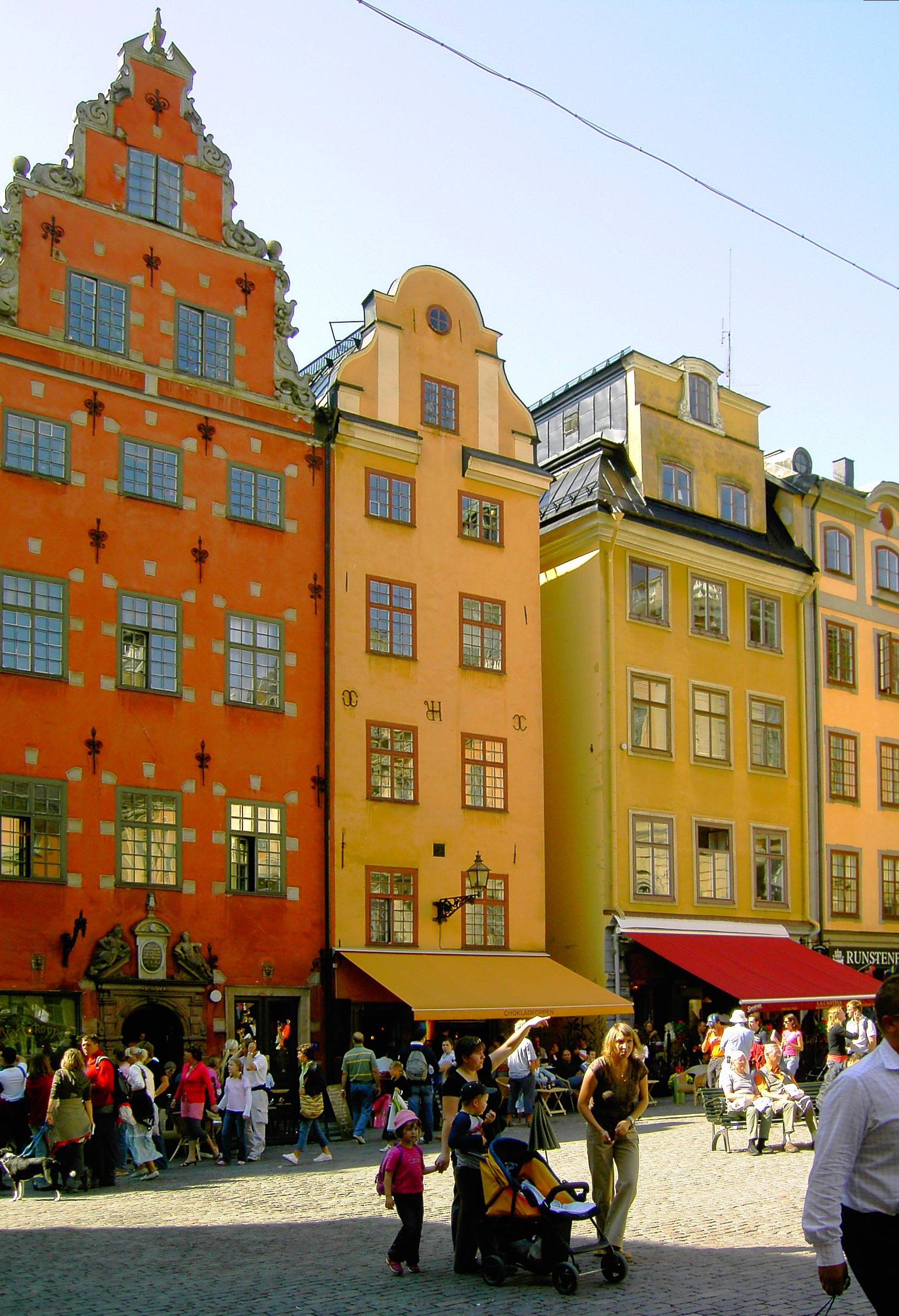
Stortorget

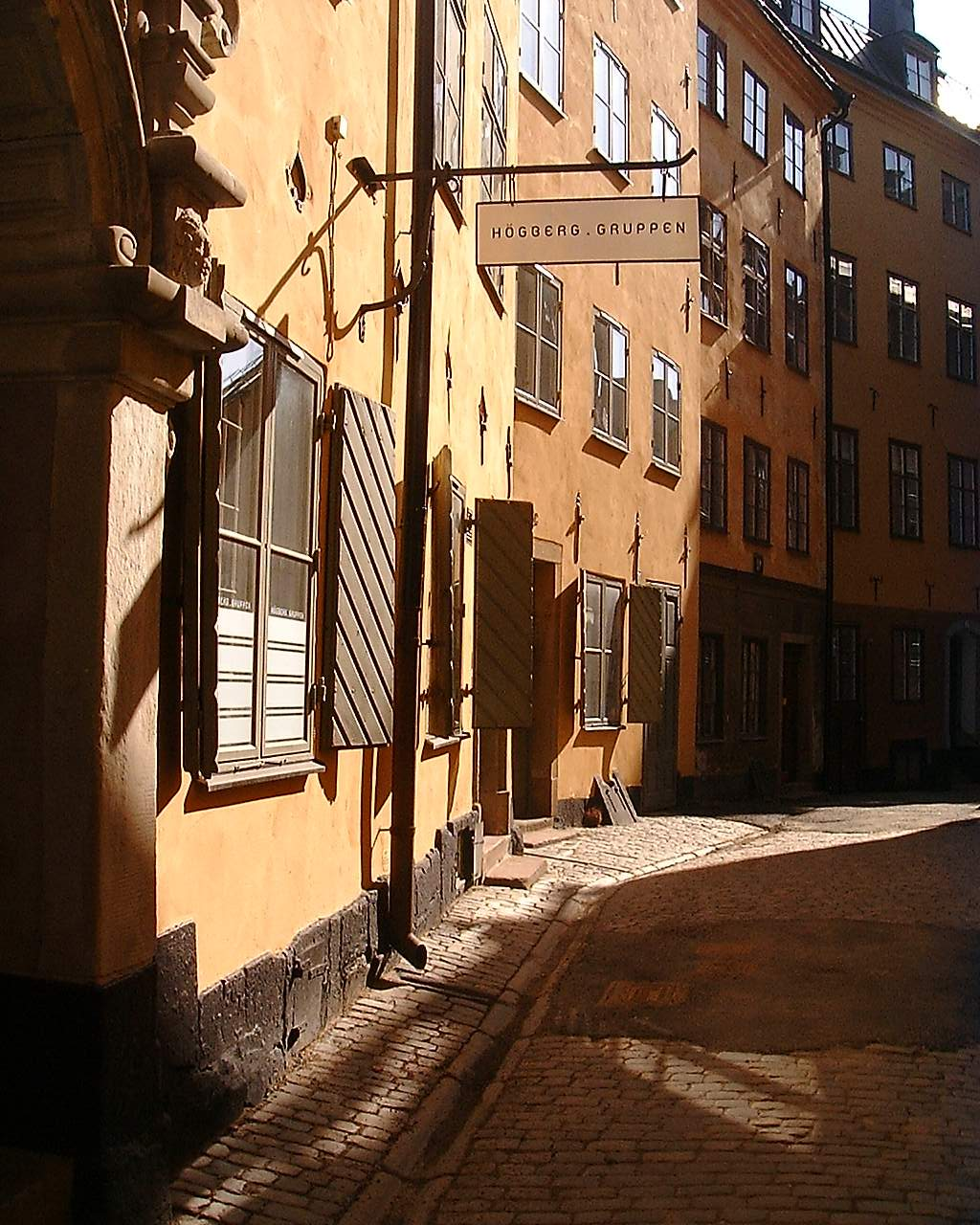
Bollhusgränd

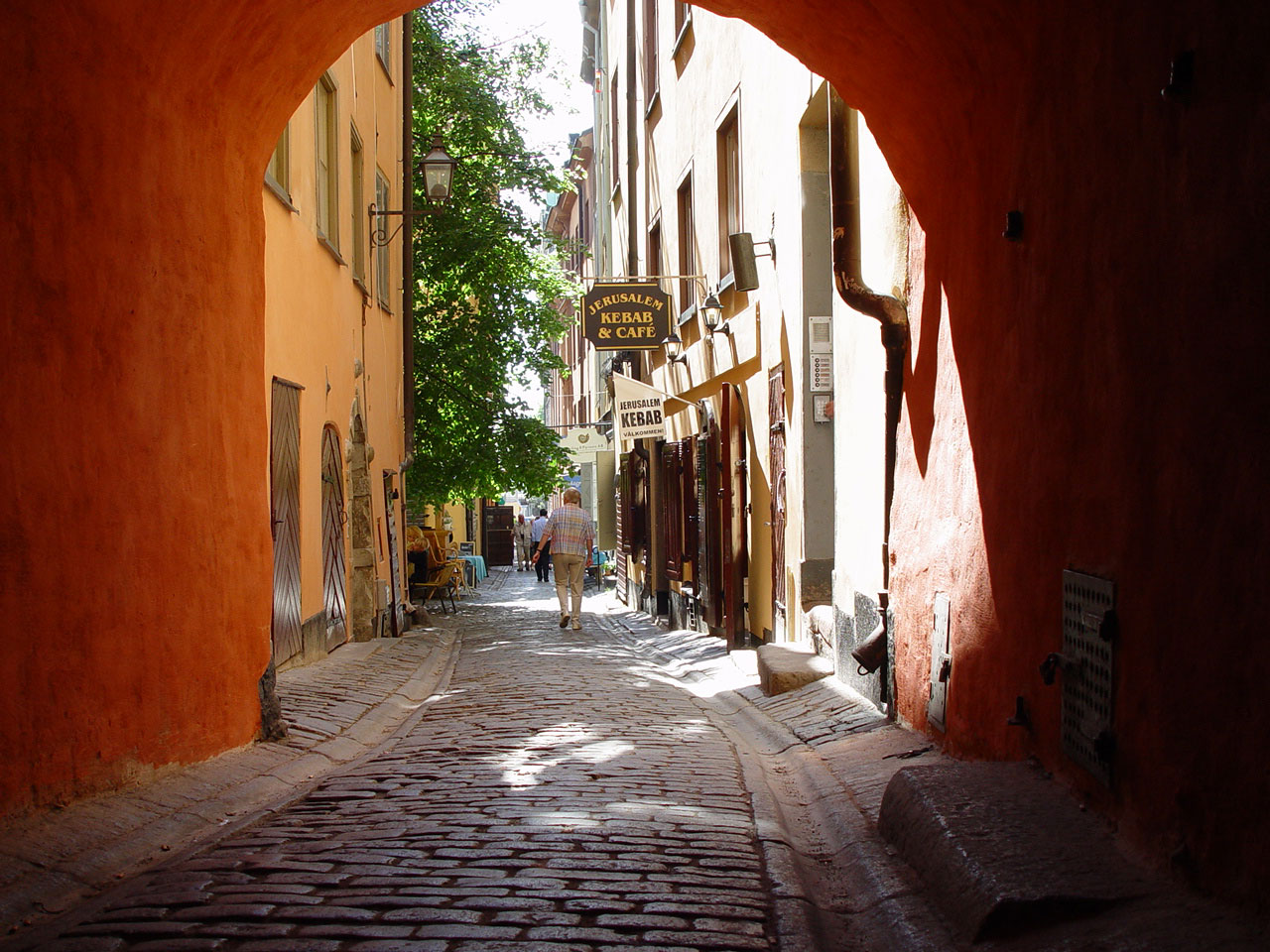
Gåsgränd sedd från Västerlånggatan

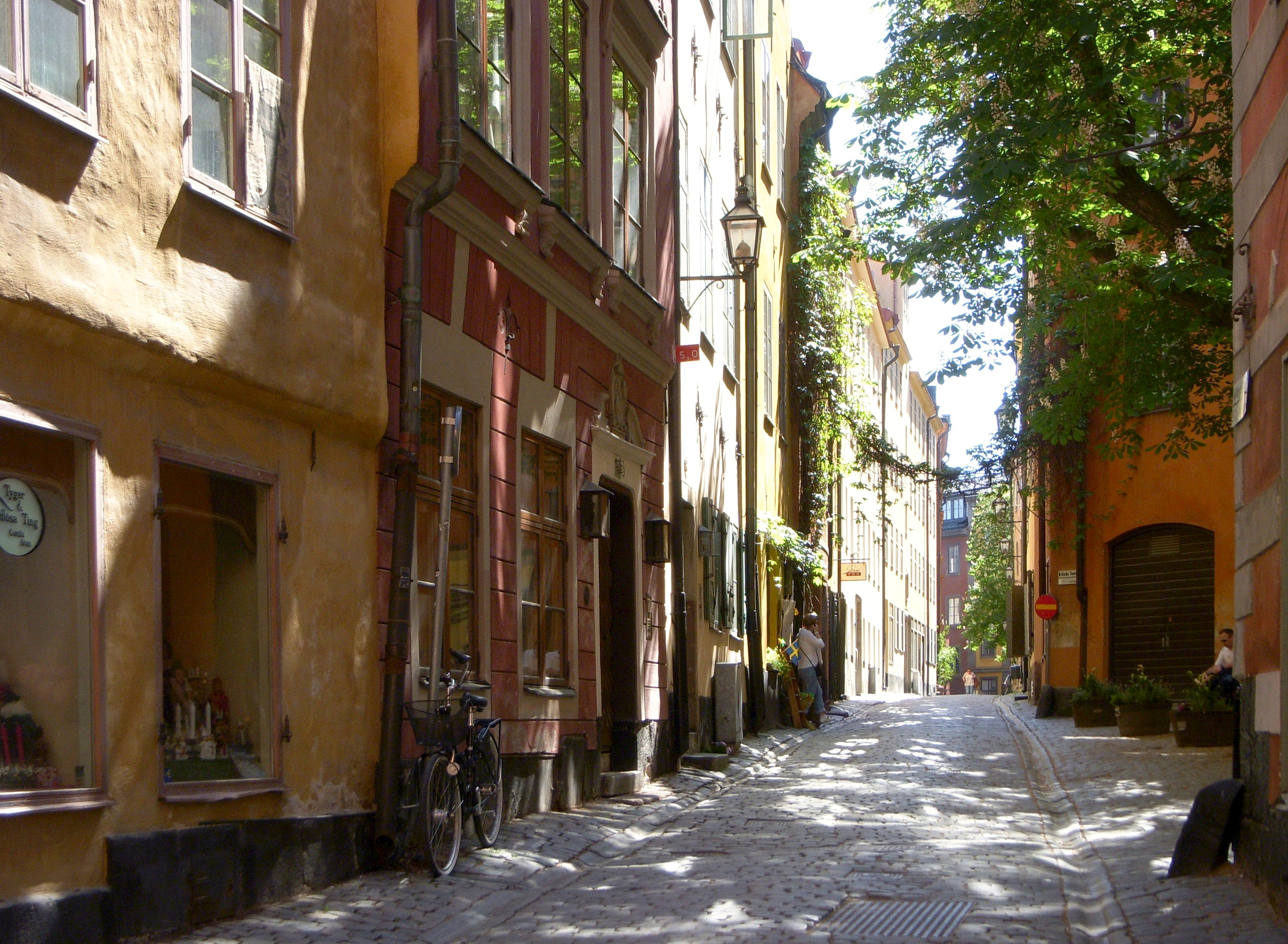
Själagårdsgatan

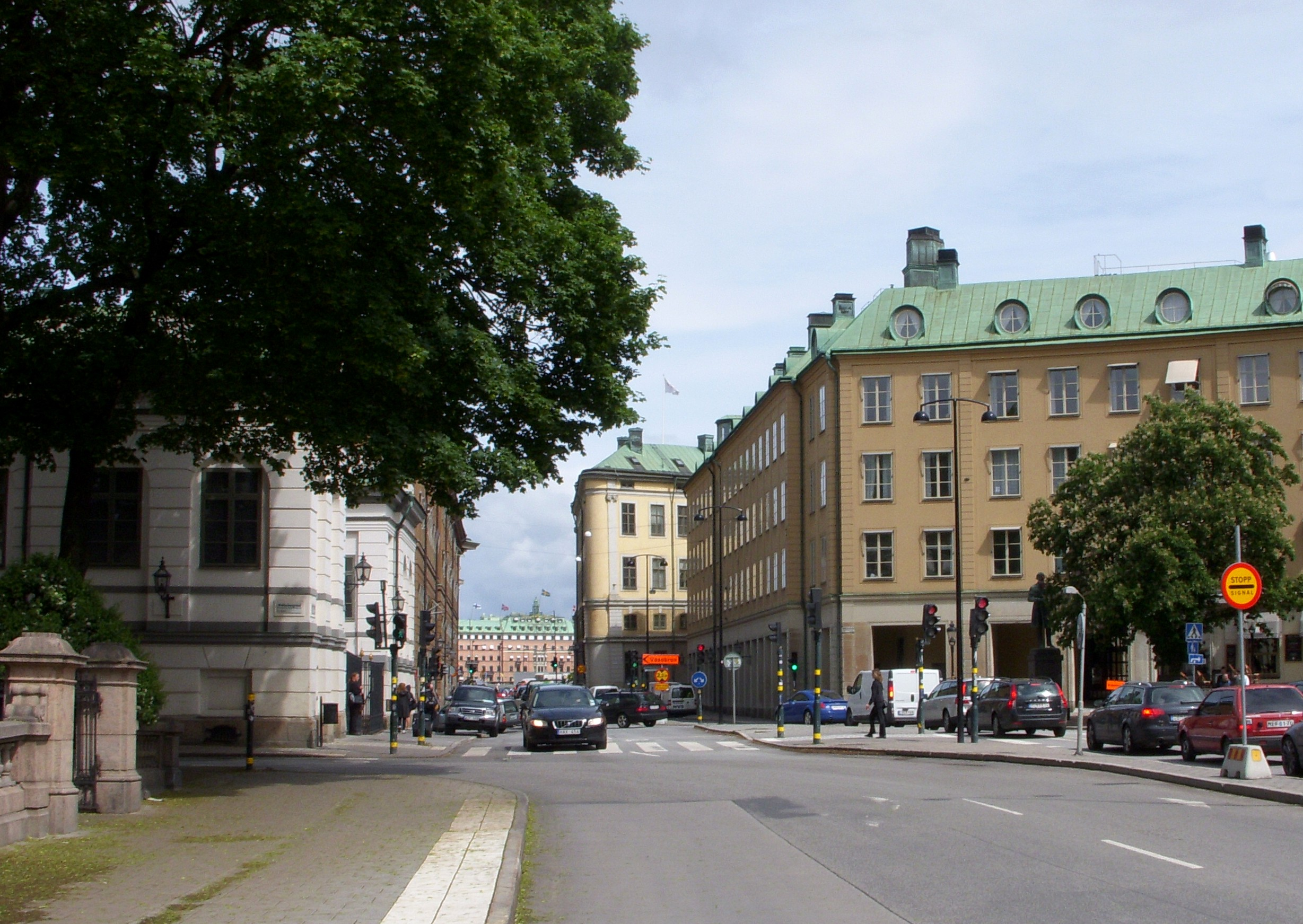
Myntgatan

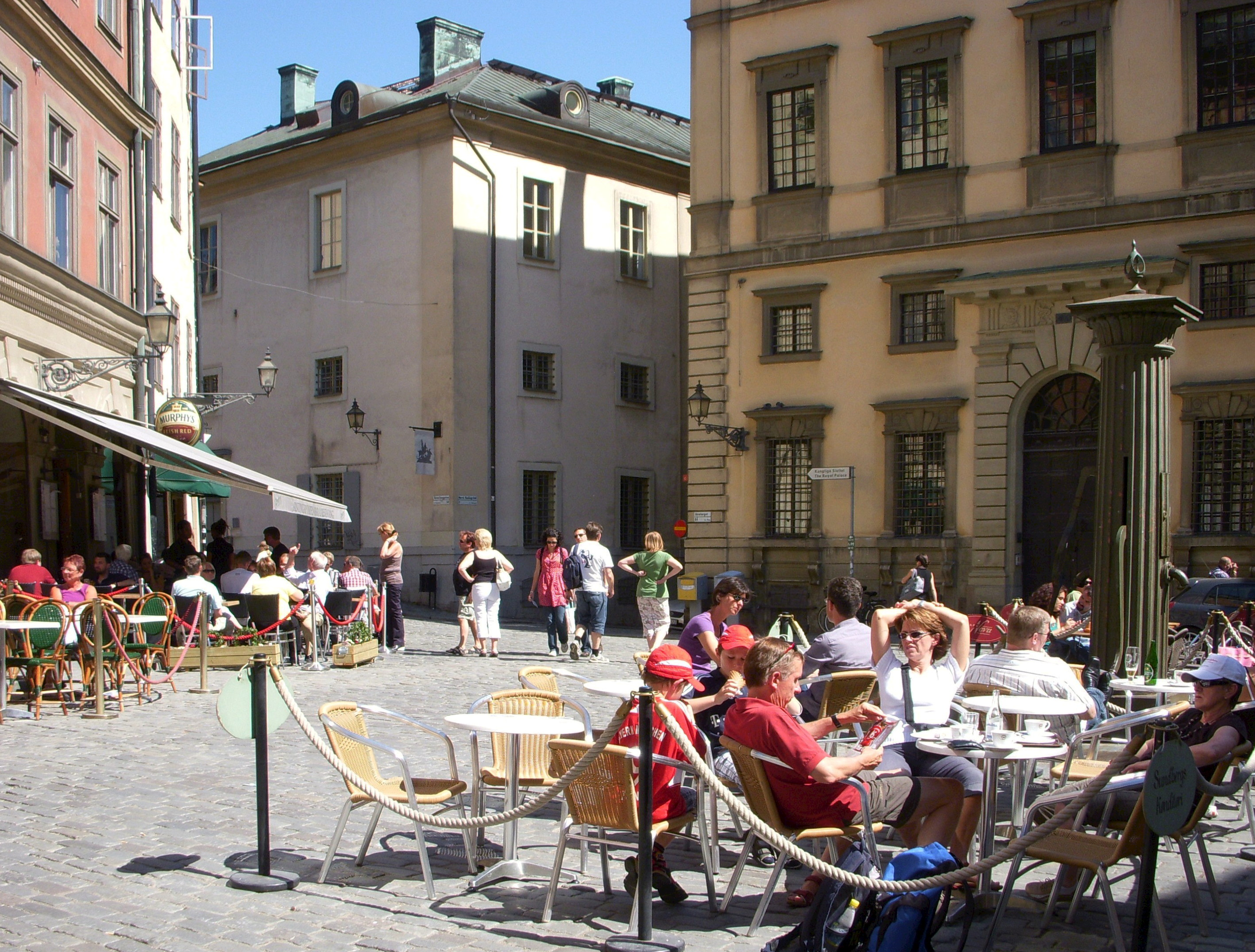
Järntorget

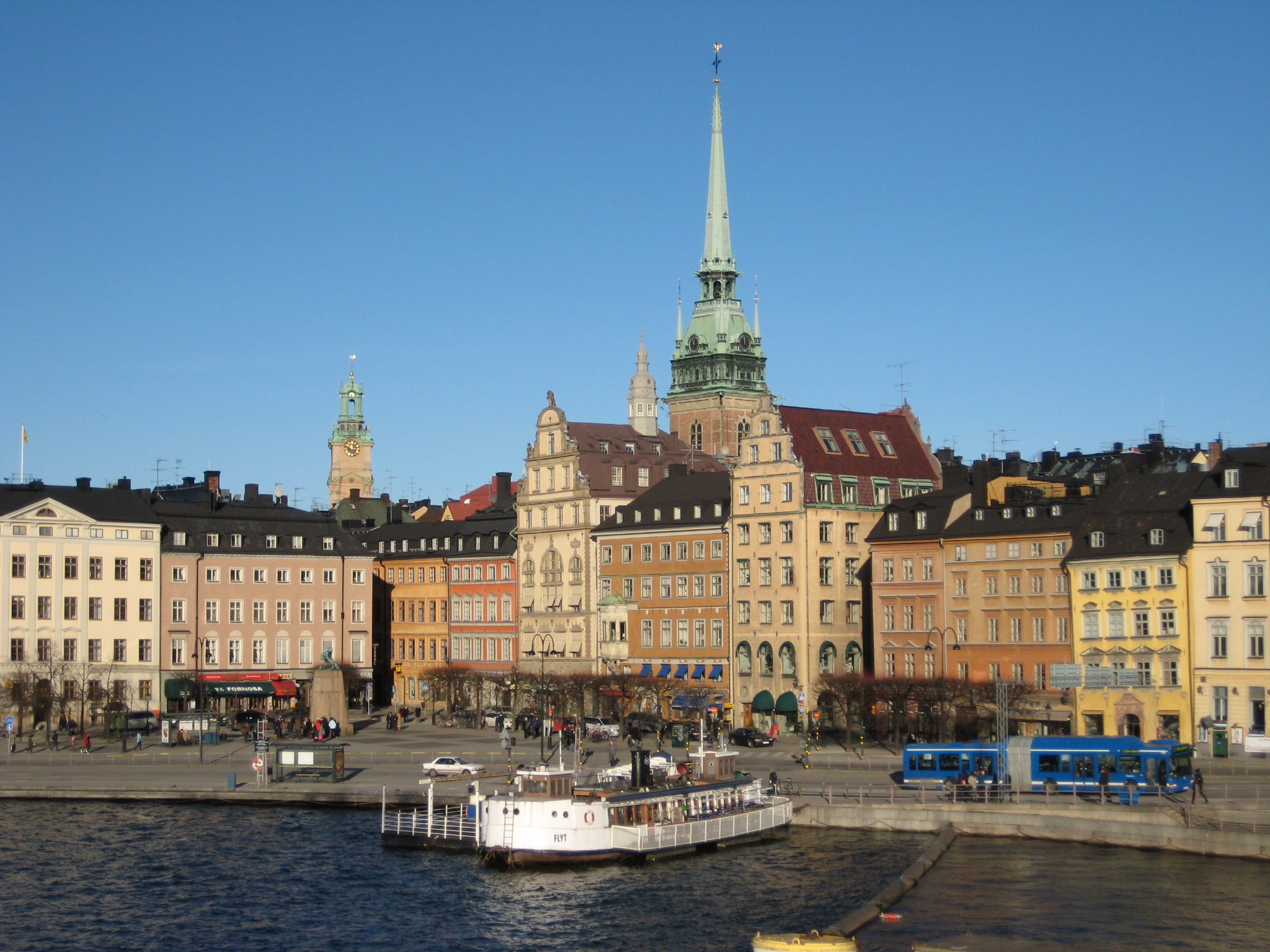
Kornhamnstorg

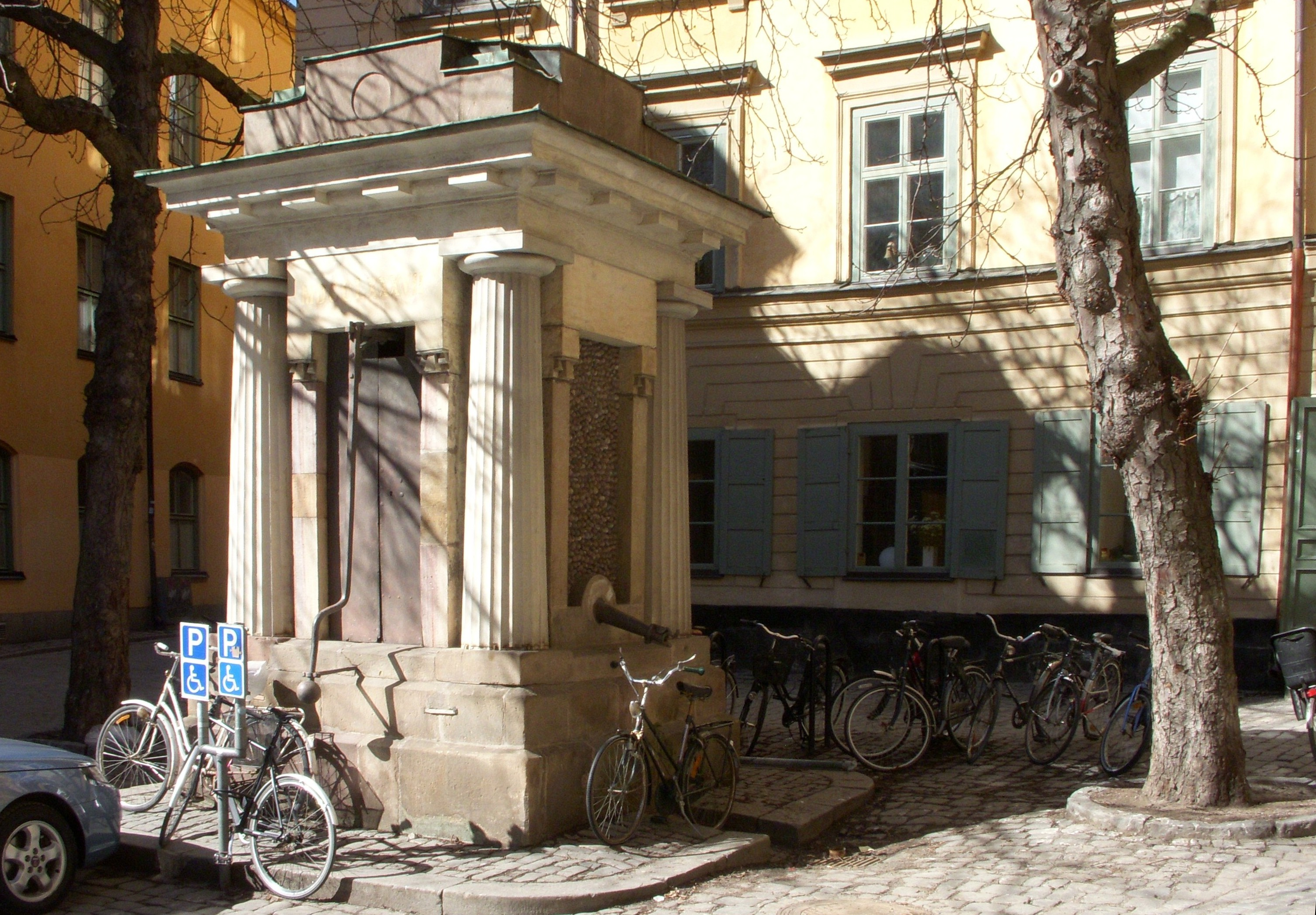
Tyska brunnsplan.

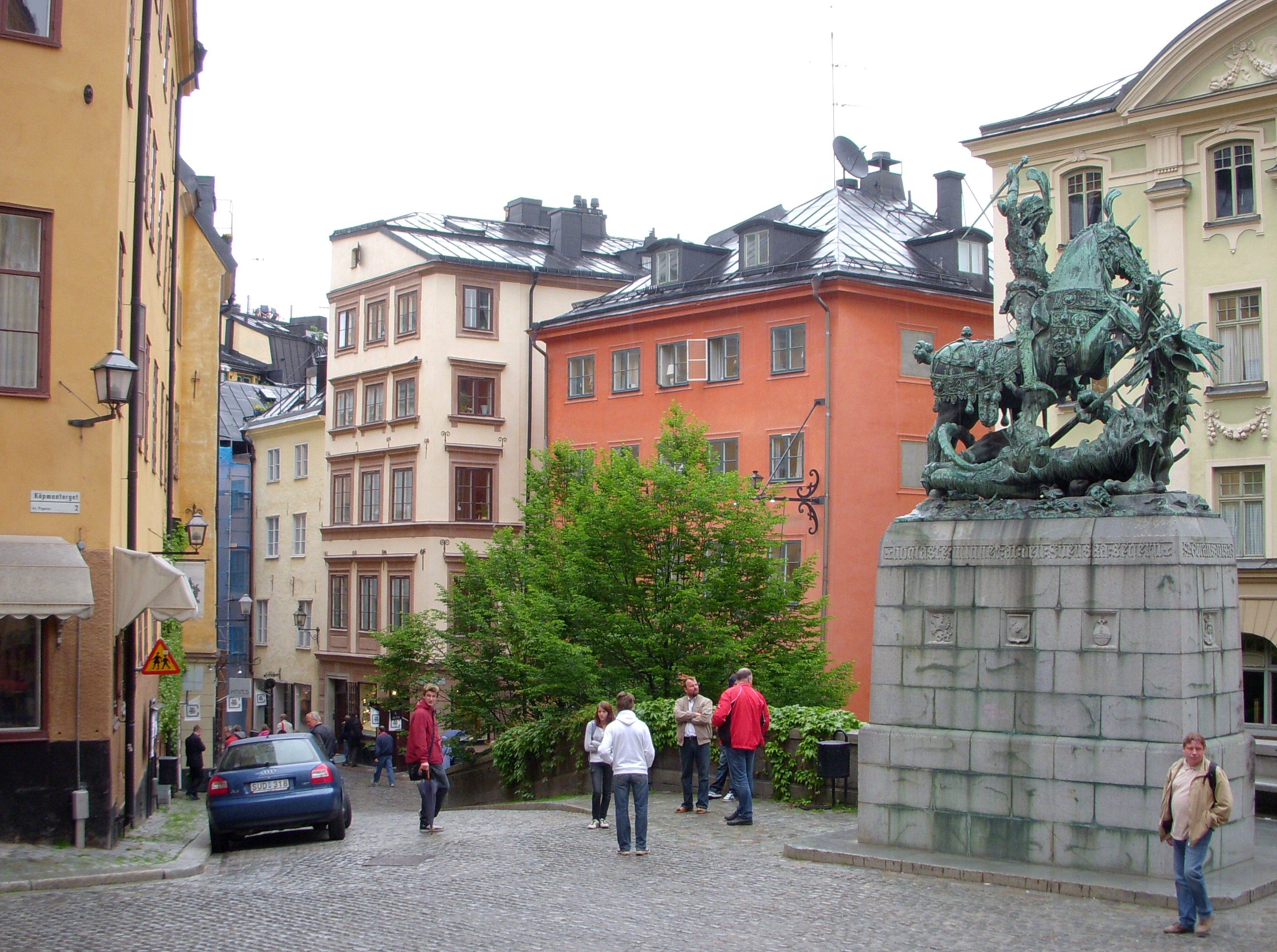
Köpmantorget med "Sankt Göran och draken".

- Munkbroleden — På västra sidan i närhet till Riddarfjärden.
- Skeppsbron — På östra sidan utmed Saltsjön.
- Västerlånggatan — En gång Gamla stans huvudgata längs västra stadsmuren.
- Österlånggatan — En gång Gamla stans huvudgata längs östra stadsmuren.
- Stortorget — Mellan slottet och "staden". Plats för rådhus och börs m.m.
- Järntorget — Där Väster- och Österlånggatan möts i söder, den gamla platsen för handel med varor för export.
- Karl Johans torg — med gatan Slussplan är den plats i södra Gamla stan där gatorna sammanstrålar för att passera över Slussen.

## Innanför Väster- och Österlånggatorna
- Ankargränd
- Baggensgatan
- Bollhusgränd
- Bollhustäppan
- Brända tomten
- Finska kyrkogränd
- Kindstugatan
- Källargränd
- Köpmanbrinken
- Köpmangatan — Stockholms äldsta belagda gatunamn (1323).
- Mårten Trotzigs gränd — Stockholms smalaste gränd (90 cm).
- Norra Benickebrinken
- Peder Fredags gränd
- Prästgatan
- Själagårdsgatan
- Skeppar Karls gränd
- Skeppar Olofs gränd
- Skomakargatan
- Solgränd
- Spektens gränd
- Staffan Sasses gränd
- Svartmangatan
- Södra Benickebrinken
- Trångsund
- Trädgårdsgatan,
- Trädgårdstvärgränd
- Tyska skolgränd

## Väster om Västerlånggatan
- Bedoirsgränd
- Didrik Ficks gränd
- Funckens gränd
- Gåsgränd
- Göran Hälsinges gränd
- Helga Lekamens gränd
- Ignatiigränd
- Kolmätargränd
- Klockgjutargränd — Stockholm kortaste gata (15 meter).
- Kåkbrinken
- Salviigränd
- Skräddargränd
- Stenbastugränd
- Stora Gråmunkegränd
- Storkyrkobrinken
- Sven Vintappares gränd
- Sven Vintappares torg
- Torgdragargränd
- Triewaldsgränd
- Tyska brinken
- Västerlånggatan
- Yxsmedsgränd
- Överskärargränd

## Västligaste delen
- Kåkbrinken
- Lejonstedts gränd
- Lilla Nygatan
- Munkbrogatan
- Munkbroleden
- Munkbron
- Schönfeldts gränd
- Stora Nygatan
- Tyska Brinken

## Öster om Österlånggatan
- Bredgränd
- Brunnsgränd
- Drakens gränd
- Ferkens gränd
- Fru Gunillas gränd Oskyltad-mellan Österlånggatan 43-45
- Gaffelgränd
- Johannesgränd
- Järntorgsgatan
- Kråkgränd
- Lilla Hoparegränd
- Norra Bankogränd
- Norra Dryckesgränd
- Nygränd
- Packhusgränd
- Pelikansgränd
- Skeppar Karls gränd
- Skottgränd
- Stora Hoparegränd
- Södra Bankogränd
- Södra Dryckesgränd
- Telegrafgränd
- Tullgränd
- Österlånggatan

## Norra delen
- Högvaktsterrassen
- Kanslikajen
- Lejonbacken
- Myntgatan
- Riddarhusgränd
- Riddarhuskajen
- Rådhusgränd
- Slottsbacken
- Slottskajen

## Övriga platser och torg
- Brantingtorget
- Fiskartorget (existerar ej längre)
- Gåstorget
- Järntorget
- Kornhamnstorg
- Köpmantorget
- Mynttorget
- Mälartorget
- Riddarhustorget
- Tyska brunnsplan
- Tyska stallplan